# Mark Wirtz
Mark Philipp Wirtz (Straatsburg, 3 september 1943 – 7 augustus 2020) was een in de Verenigde Staten wonende Franse popmuzikant, componist, arrangeur, muziekproducent, komiek, auteur en schilder. Wirtz is vooral bekend van het nooit voltooide A Teenage Opera conceptalbum, een project dat hij bedacht terwijl hij onder contract werkte bij EMI Music in de Abbey Road Studios met The Beatles-technicus Geoff Emerick. De eerste single van het geplande album Excerpt from A Teenage Opera van Keith West was een #2-hit in de Britse singleschart in september 1967 en omvat de kenmerkende stijl van Wirtz, beschreven door Mojo magazine als "Phil Spector scoring Camberwick Green". Een ander nummer geproduceerd en gearrangeerd door Wirtz, de single A Touch of Velvet - A Sting of Brass uit 1966, toegeschreven aan The Mood-Mosaic met The Ladybirds, werd in Duitsland bekend als het themaliedje voor de Radio Bremen-televisieshow Musikladen en werd door sommige radiostations en dj's in het Verenigd Koninkrijk als ident gebruikt, met name door Dave Lee Travis op Radio Caroline.

## Biografie
Wirtz werd geboren in Straatsburg en groeide op in Keulen, Duitsland. Hij verhuisde in 1962 naar Engeland.
Mark Wirtz begon zijn muziekcarrière terwijl hij kunst studeerde aan het Fairfield College of Arts and Sciences in Londen. Volgens een voormalige huisgenoot kenmerkten zich al drie dingen bij Wirtz, toen hij zeventien was: zijn wonderbaarlijke talent als kunstenaar (hij kon origineel werk schilderen in de stijl van een van de grootmeesters), zijn natuurlijke vaardigheid als muzikant (hij kon elk deuntje op de piano op het gehoor spelen) en zijn maffe gevoel voor humor (hij verafgoodde de komiek Jerry Lewis).
Hij studeerde drama aan de Royal Academy of Dramatic Art, toen zijn universiteitsrockband The Beatcrackers in 1963 een platencontract kreeg als Mark Rogers and the Marksmen door EMI-producer Norman Newell. Ze namen de single Bubble Pop op. In 1965 had Wirtz zijn eerste onafhankelijke productiebedrijf opgericht, werkte hij samen met Marlene Dietrich en bracht hij zijn eigen instrumentalen uit onder verschillende pseudoniemen.
In 1967 accepteerde Wirtz het aanbod van EMI-veteraan producent/A&R-chef Norrie Paramor om zich bij EMI Records aan te sluiten als in-house producent. Wirtz werkte samen met The Beatles en Pink Floyd in de Abbey Road Studios, vaak met technicus Geoff Emerick, en schreef en produceerde historische opnamen van artiesten als Keith West, Tomorrow en Kippington Lodge. Hij bereikte wereldwijd succes met zijn productie van Excerpt from A Teenage Opera (ook bekend als Grocer Jack), opgenomen door Keith West. Hoewel het destijds nooit voltooid of uitgebracht was als een volledig werk, werd het idee van een rockopera invloedrijk.
Wirtz was een tijdlang getrouwd met zangeres Ross Hannaman. Samen schreven en namen ze het nummer Barefoot and Tiptoe op onder de naam The Sweetshop, waarvan ten onrechte werd aangenomen dat het afkomstig was van A Teenage Opera. Wirtz en Hannaman scheidden in 1969, waarna Wirtz samen met poëzieschrijver Maria Feltham het conceptalbum Philwit and Pegasus opnam voor het Chapter One-label van componist Les Reed.
In 1969 werd zijn creatieve vrijheid beperkt door drastische veranderingen in het A&R-beleid. Wirtz nam ontslag bij EMI Records om terug te keren naar de onafhankelijke productie. Associaties met het Penny Farthing-label van Larry Page, Samantha Jones en Kris Ife volgden, waarin Wirtz een co-writing partnerschap vormde (Learning 2 Live With Love, MWET/Spyderbaby (2005), One Night Stand, MWET/Anthony Rivers (2005) en het soundtrackalbum Cooking For Cannibals (2007).

### De jaren 1970
In 1970 verhuisde Wirtz naar Los Angeles om een uitnodiging van zijn mede-expat producent en vriend Denny Cordell te accepteren om met hem samen te werken bij Shelter Records in Hollywood. In 1973 tekende Wirtz een schrijver/artiest/producent-contract met Capitol Records, voor wie hij de twee albums Balloon en Hothouse Smiles opnam. Beiden werden uitgebracht onder de naam Marc Wirtz.
In 1975 werd hij ontslagen bij Capitol wegens zijn weigering om te toeren en in het openbaar op te treden en tekende hij bij het door producent Tom Catalano en de ervaren uitgever Dan Crewe gedistribueerde TomCat-label van RCA Records, een kortstondige associatie omdat het label slechts enkele weken na Wirtz' eerste single-publicatie We Could Have Laughed Forever stopte. Wirtz beëindigde zijn carrièrestreven als 'ongeleid projectiel' en werd onder de naam Marc Peters een freelance sessie-arrangeur/dirigent in samenwerking met verschillende producenten, waaronder Kim Fowley en Jimmy Bowen. Vervolgens creëerde hij talloze pop-, r&b- en countrynummers met een scala aan artiesten als Helen Reddy, Leon Russell, Vicky Leandros, Kim Carnes, Dean Martin en Anthony Newley.
In 1979 werd Russ Regan gecontracteerd bij Interworld Music/CBS Records als schrijver en producent, produceerde Wirtz zijn derde soloalbum Lost Pets, achtereenvolgens vergezeld door de gitaristen Richard Bennett en John Beland, de toetsenisten Alan Lindgren en Tom Hensley, de drummers Billy Thomas en Denny Seiwell en de bassisten David Hungate en Les Hurdle. De productie werd echter nooit afgemaakt vanwege de beslissing van Wirtz om zich te concentreren op zijn gezin, wat leidde tot een onderbreking van 20 jaar in de muziekbusiness.

### Hiaat van muziek
In die jaren, nadat de besparingen op waren en de royalty's waren afgenomen, nam Wirtz een scala aan kunstvreemde banen op zich, waaronder telemarketeer, ober, maître d, agent voor bloeddonaties, vertolker, voice-overartiest, undercoveragent, seminarieleider en uiteindelijk verkoopmanager voor een fusie- en overnamebedrijf in Genève.
Terwijl hij acteerlessen volgde tijdens zijn vrije tijd en bij het nastreven van een nieuwe carrière als romanschrijver, realiseerde Wirtz ook een levenslange ambitie om komiek te worden, door te studeren en op te treden in het Groundlings Improv Theatre in Hollywood, om uiteindelijk zijn eerste stappen te zetten op de podia van de comedyclubs van Hollywood, waaronder The Comedy Store en The Improv.
In 1996 verhuisde Wirtz naar Savannah (Georgia), waar hij een bekroonde freelance columnist/criticus werd. Hij schreef over eten en drama, terwijl hij zijn eerste romans Sisyphus Rocks en Love Is Eggshaped publiceerde en ook schilderijen verkocht in een galerij in Savannah.

## Latere jaren
In 2004, toen hij toegaf aan het pleidooi van zijn dochter Nicole (inmiddels woonachtig in Spanje) om het debuutalbum van haar rockbandleider vriendje te produceren, vloog Wirtz naar Barcelona en keerde voor het eerst in vele jaren terug naar de studio om Les Philippes' Philharmonic Philanthropy te produceren. Voor het einde van het jaar stond het album van de band op #1 in de hitlijsten van onafhankelijke labels. Wirtz zette zijn herstelde studio-activiteiten voort door vervolgens zijn eigen Mark Wirtz Eartheatre solo-album Love Is Eggshaped, Spyderbaby Britse cd Glassblower en Anthony Rivers Marked Confidential te produceren.
In januari 2006 vond Wirtz een weg terug naar de komedie door samen te werken met de "Jax Comics"-groep van werkende komieken uit Jacksonville (Florida), aanvankelijk aan het trainen in de Comedy Zone en vervolgens door de comedyclubs van het zuidoosten te toeren bij de ontwikkeling van zijn stand-upcomedy act. In 2010 produceerde Wirtz het geheel nieuw solo-studioalbum Lost Pets 2, dat gepland stond voor internationale publicatie door PoppyDisc Records in oktober 2010. Bovendien publiceerde Wirtz in februari 2011 zijn novelle Dreamer of Glass Beach, een futuristische fabel voor alle leeftijden.

## Overlijden
Mark Wirtz overleed in augustus 2020 op 76-jarige leeftijd aan de ziekte van Pick.